# Чортківська мистецька школа імені Василя Мармуса
Чортківська мистецька школа імені Василя Мармуса — освітній комунальний навчальний заклад Чортківської міської ради в місті Чорткові Тернопільської области.

## Відомості
Чортківську музичну школу засновано у 1939 році. Під час другої світової війни припинила діяльність. У 1944 році вона відновила роботу.
2021 року міська музична школа реорганізована в мистецьку. У червні 2023 року навчальному закладу присвоєно ім'я випускника Василя Мармуса. 4 вересня 2023 року на будівлі школи відкрито барельєф Василю Мармусу. 

## Відділення
Функціонують відділення:
- фортепіанний;
- духових інструментів;
- образотворчого мистецтва;
- театральний.

## Педагогічний колектив
Педагогічний колектив складається з 43 педагогів.

### Директори
- А. Чижда;
- О. Герасимович;
- Л. Шапіро;
- І. Воротилова;
- Г. Аронов;
- В. Чельтер;
- В. Іванець;
- Ярослав Дрогоморецький;
- Олег Цуркан;
- Сава Петро Мирославович (В. о. директора).

## Відомі випускники
- Мармус Василь Володимирович (1992—2022) — український музикант, актор, військовослужбовець[2].
- Рожанський Олександр — композитор, піаніст, джазовий музикант. Викладає у Калинівській музичній школі на Вінниччині.
- Толмачов Рубен Владиславович (нар. 1973) — український музикант, співак та композитор. Заслужений артист України.
- Уруський Ігор Семенович (нар. 1965) — композитор, педагог, громадський діяч.